# Sonny Liew
Sonny Liew (Seremban, 26 de septiembre de 1974) es un historietista malayo que reside en Singapur. Su obra más conocida es El arte de Charlie Chan Hock Chye, ganadora del Premio Nacional de Literatura de Singapur en 2016 y de tres premios Eisner en 2017, incluyendo el galardón al mejor escritor.

## Biografía
Nacido en Seremban (Malasia), Liew ha residido en Singapur desde su infancia. Cursó la educación básica en el Colegio Victoria y en el Instituto Victoria, tras lo cual se marchó al Reino Unido para estudiar Filosofía por la universidad de Cambridge. Completó su educación con un curso de ilustración en 2001 por la Escuela de Diseño de Rhode Island.
Su carrera como historietista comenzó en 1994 con la tira cómica Frankie and Poo, publicada en un tabloide singapurés. Tras formarse como dibujante en Estados Unidos autoeditó la obra de ciencia ficción Malinky Robot, y luego fue descubierto por Shelly Bond, editora de Vertigo Comics. Su primer trabajo en la industria estadounidense fue en la serie de novelas gráficas My Faith in Frankie, junto con Mike Carey y Mark Hempel. Posteriormente estuvo nominado al premio Eisner por su trabajo como ilustrador en Wonderland (Disney Comics, escrita por Tommy Kovac), y también ha trabajado para Marvel (Sense and Sensibility) y DC Comics (Doctor Fate).

### El arte de Charlie Chan Hock Chye
En 2015 publicó su obra más conocida, El arte de Charlie Chan Hock Chye, en la que hace un repaso crítico por la historia de Singapur a través de la vida de un dibujante ficticio, valiéndose de distintos estilos.
En un primer momento el Consejo Nacional de las Artes de Singapur le había concedido una subvención de 8000 dólares (unos 5200 euros), pero le retiraron la ayuda un día antes del lanzamiento porque el contenido «socava la autoridad del gobierno y sus instituciones». A pesar de ello, la polémica suscitada le llevó a agotar la primera edición en menos de veinticuatro horas. Un año más tarde, Charlie Chan fue publicado en Estados Unidos por Pantheon Books y se convirtió en un superventas tanto del New York Times como de Amazon, algo inédito en la historia de la literatura singapurense.
Entre los reconocimientos recibidos por esta obra destacan el Premio Nacional de Literatura de Singapur en 2016; tres premios Eisner en 2017 al mejor escritor, mejor diseño de publicación, y mejor edición norteamericana de una obra internacional; y el galardón a la mejor obra extranjera del Salón Internacional del Cómic de Barcelona en 2018.